# Bartholomäus Lämmler

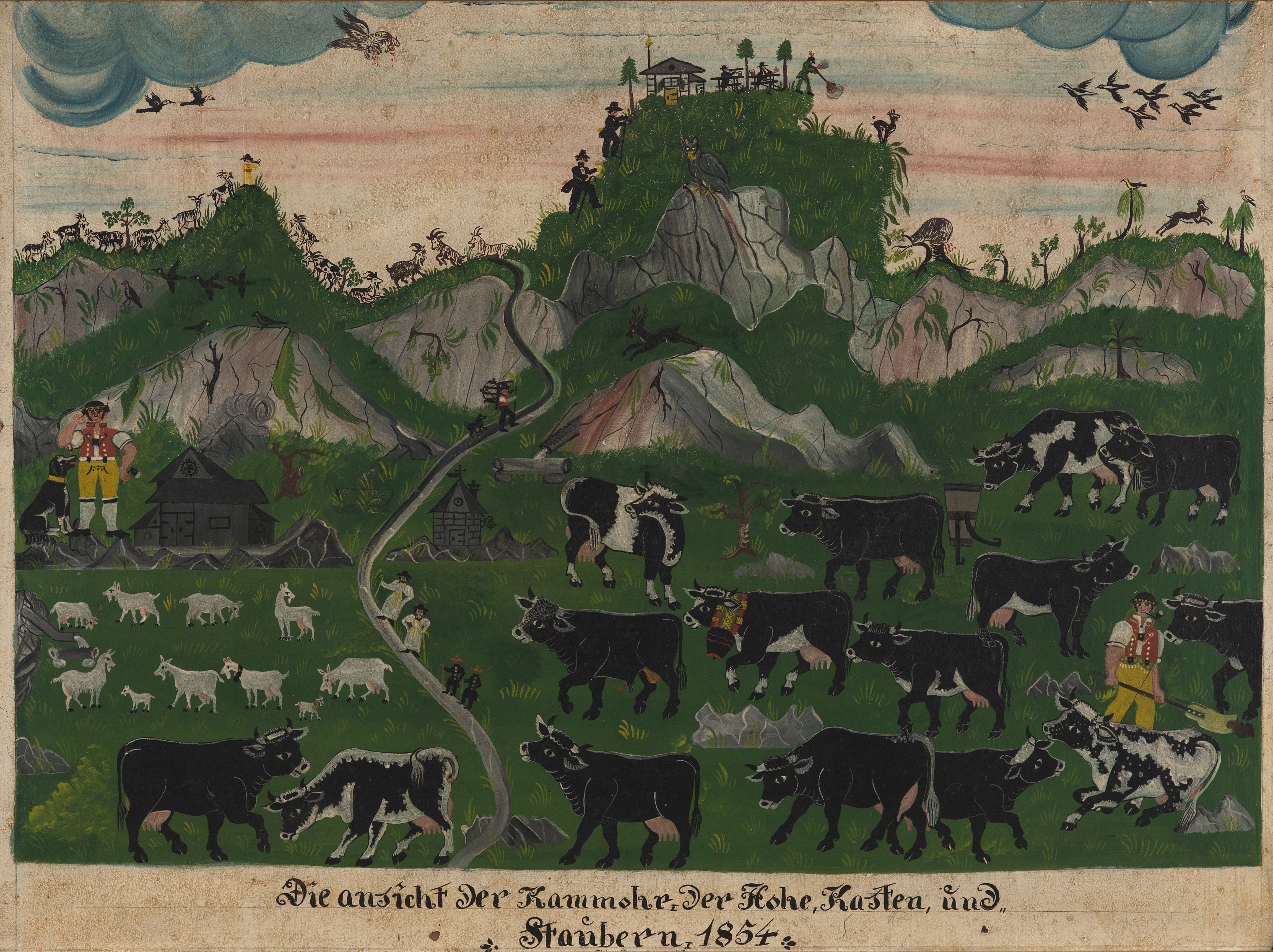
Die ansicht Der Kammohr, der Hohe, Kasten und Staubern, unica opera firmata di Lämmler

Bartholomäus Lämmler (Herisau, 3 settembre 1809 – Wolfhalden, 13 marzo 1865) è stato un pittore svizzero. Le sue opere sono considerate come un primo momento di massima espressione dell'arte pittorica alpigiana e sono caratterizzate da vivacità, freschezza e ricchezza di dettagli.

## Biografia
Figlio di Johann Konrad e di Anna Katharina Anderauer, sposò nel 1829 Anna Barbara Zuberbühler. Nel 1831 e nel 1832 nacquero le due figlie della coppia, morte tuttavia poco dopo la nascita. Nel 1832 si recò con la moglie in Alsazia per lavorare nell'industria tessile, ma i due ritornarono in Svizzera l'anno successivo e si stabirono a Schwellbrunn. Nel 1835 e nel 1836 nacquero gli altri due figli. Nel 1844 lasciò la famiglia e si trasferì a Brülisau, dove lavorò come garzone e giornaliero e apprese da autodidatta l'arte di dipingere i mobili.
La sua prima rappresentazione di una salita all'alpeggio, realizzata nel 1838 su un armadio, costituisce uno degli esempi più antichi di pittura contadina della Svizzera orientale raffigurante la vita degli alpigiani. Nel 1849 divorziò dalla moglie e realizzò la prima delle sue tre tavole raffiguranti la salita all'alpeggio.  Nel 1853 dipinse un ultimo armadio, ma successivamente rimase senza commissioni e si concentrò nella produzione di tavole. Nel 1856 ricevette la sua ultima commissione per un Eimerbodeli (recipiente di legno per la panna) da parte di Johann Ulrich Bischofberger. Privo di riconoscimenti per le sue opere, morì presso una fattoria a Unterach, presso Wolfhalden, a causa di un "attacco di vomito e diarrea dovuto ad un raffreddore e all'abuso di grappa".

## Opere

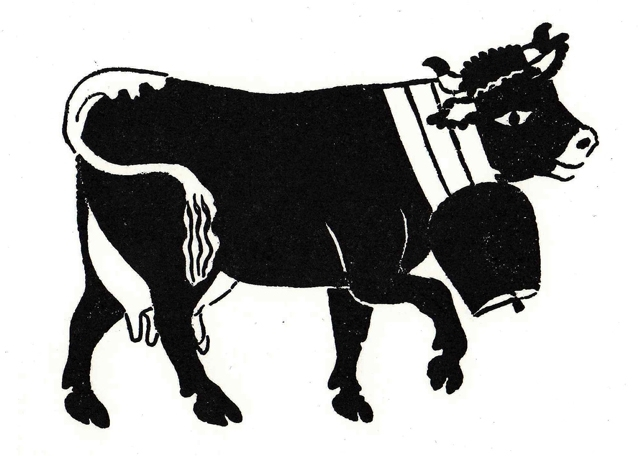
Rappresentazione della Lämmler-Kuh

Le opere di Lämmler, inizialmente dimenticate, sono state riscoperte grazie a Erwin Burkhardt, che nel 1940 riconobbe la firma dell'artista sotto un grande dipinto del 1854 raffigurante la salita all'alpeggio e custodito all'allora Museo storico di San Gallo. Le prime opere note di Lämmler risalgono al 1833 e della sua produzione si sono conservati una cassapanca, nove armadi, otto cosiddetti Bödeli (fondi di secchi da mungitura), due raffigurazioni di mucche, sei Sennenstreifen (strisce raffiguranti la vita degli alpigiani) e una dozzina di frammenti di altre, alcuni pannelli di mobili, tre tavole di salite all'alpeggio, una stazione della Via Crucis e una insegna di locanda. Le sue tre tavole raffiguranti la salita all'alpeggio sono realizzate con colori ad olio su cartone. Tuttavia, l'unica opera che porta la firma di "M. Bart. Lemmler" è Die ansicht Der Kammohr, der Hohe, Kasten und Staubern, del 1854.
I suoi primi lavori subirono l'influsso dello stile Biedermeier, mentre nel periodo più tardo della sua produzione le sue opere persero di originalità anche a causa del mancato riconoscimento per la sua arte. È probabile che abbia fatto un periodo di apprendistato presso la bottega di Johannes Bartholomäus Thäler, uno dei più famosi pittori di mobili del tempo: infatti una scatola dipinta da Lämmler presenta alcune caratteristiche tipiche di Thäler, fra cui lo sfondo rosso-marrone e i tipici bouquet di rose. È possibile che abbia anche preso spunto dall'industria della stampa su tessuto durante il suo viaggio in Alsazia, e che tornato in Svizzera si sia rivolto a una stamperia locale: esistono delle stampe di un disegno di una salita all'alpeggio che Lämmler colorò e firmò per poi vendere a porta a porta. Lämmler è anche noto per la sua caratteristica raffigurazione della mucca con la testa sollevata, la cosiddetta Lämmler-Kuh (mucca di Lämmler), utilizzata anche da diversi artisti successivi e da pubblicitari.
Le opere di Lämmler sono caratterizzate da uno stile pittorico spontaneo e allegro, un insolito uso del colore, e una scarsa padronanza della prospettiva: le figure sono disegnate più grandi o più piccole a seconda della loro importanza nella rappresentazione. Tipicamente i pastori sono rappresentati in primo piano, mentre capre e mucche sono disposte in due o tre file una sopra l'altra. Altre sue tipicità sono il disegno degli edifici e la rappresentazione del cielo tramite il contrasto tra il blu nella parte superiore e il bianco nella parte inferiore.
I lavori di Lämmler sono conservati presso il Museo della cultura di San Gallo, il Museum Appenzell e il Museo del folclore dell'Appenzello.